# 운연천로
운연천로(Unyeoncheon-ro)는 인천광역시 남동구 서창동에서 운연동까지 연결하는 인천광역시의 도로로, 총 연장은 1.92km(1,924m)이다. 이름이 유래된 것은 운연천이라는 이름을 지명하여 제명 되었다.
인천광역시 남동구 서창동 800을 기점으로 인천광역시 남동구 운연동 195-103을 종점으로 한다. 운연천을 따라서 길게 서창동으로 내려가는 도로로 볼 수 있고, 운연천과 운연천로 사이의 자전거, 보행로가 형성되어 있어, 맑은 날 서창동 또는 운연동, 만수동, 지역 주민의 운동 또는 산책로로 애용 되는 아름다운 도로이기도 하다.
매소홀로와 만나는 분기점에서 운연역으로 갈 수 있는 교차구간이 나온다. 우측에는 운연동의 음실로로 이동할 수 있는 도로가 연계되어 있다.

## 역사
- 2014년 7월 25일 : 도로명으로 운연천로를 고시

## 주요 경유지
- 남동구
  - 서창2동 - 운연동

## 접촉하는 도로
- 만의골로
- 수인로
- 운연로
- 음실로
- 매소홀로
- 서창방산로

## 같이 보기
- 운연역

## 사진

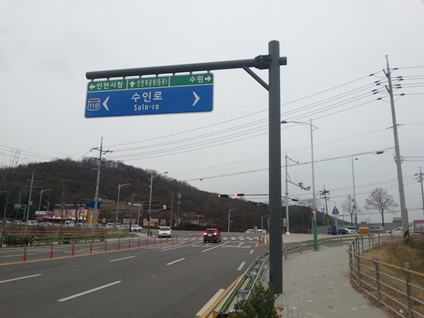
수인로 표지판
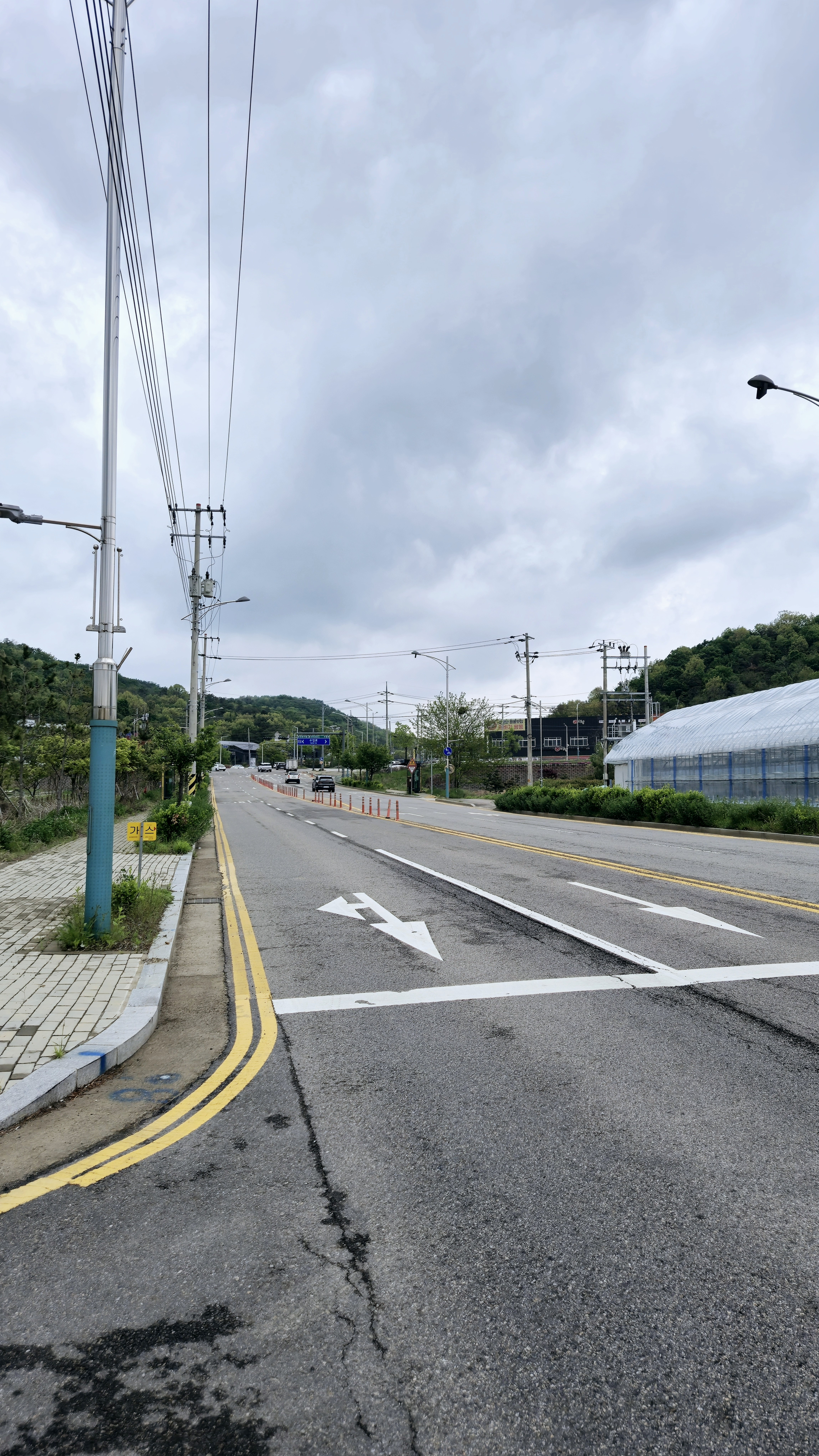
수인로 방면
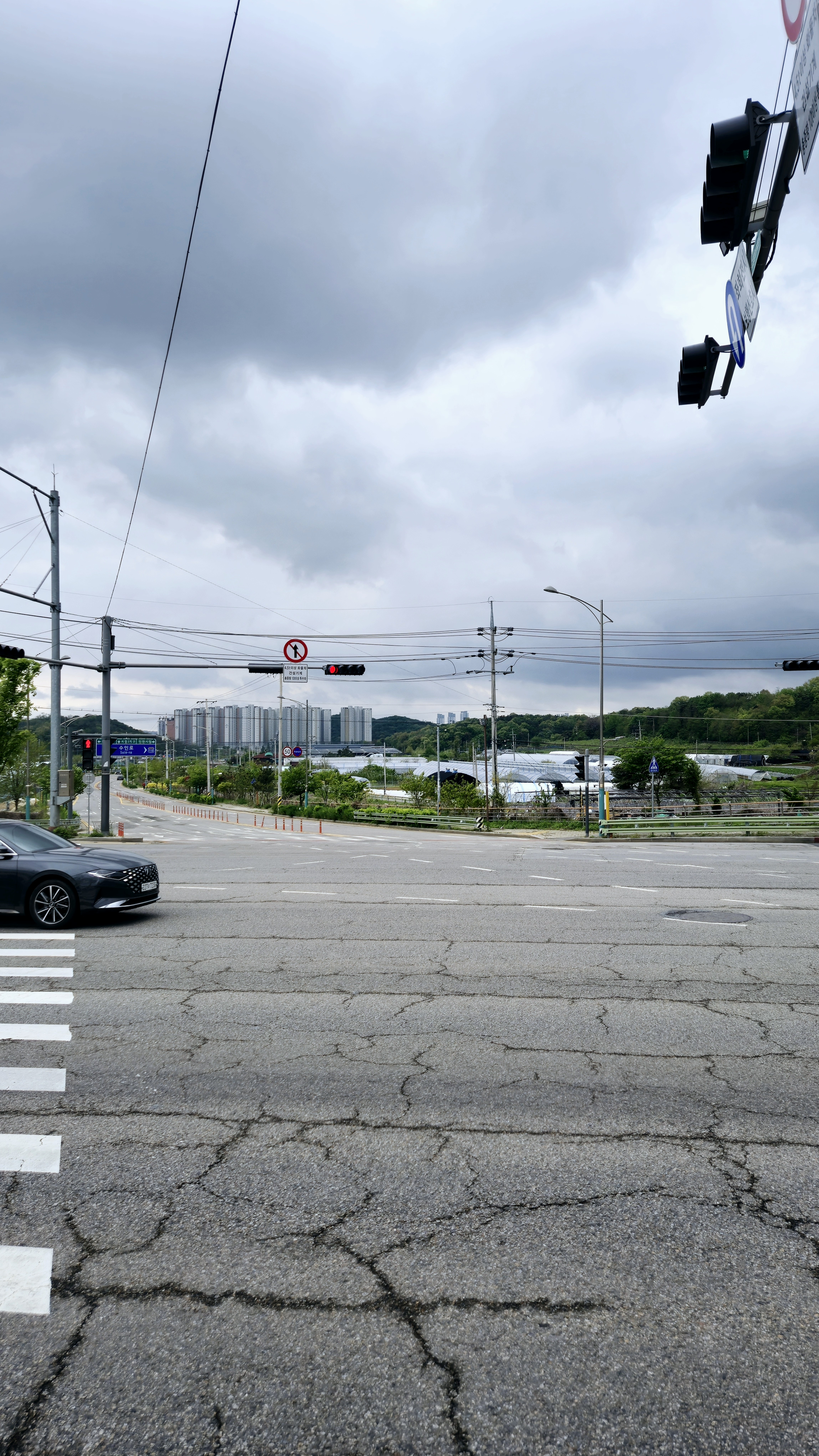
운연삼거리
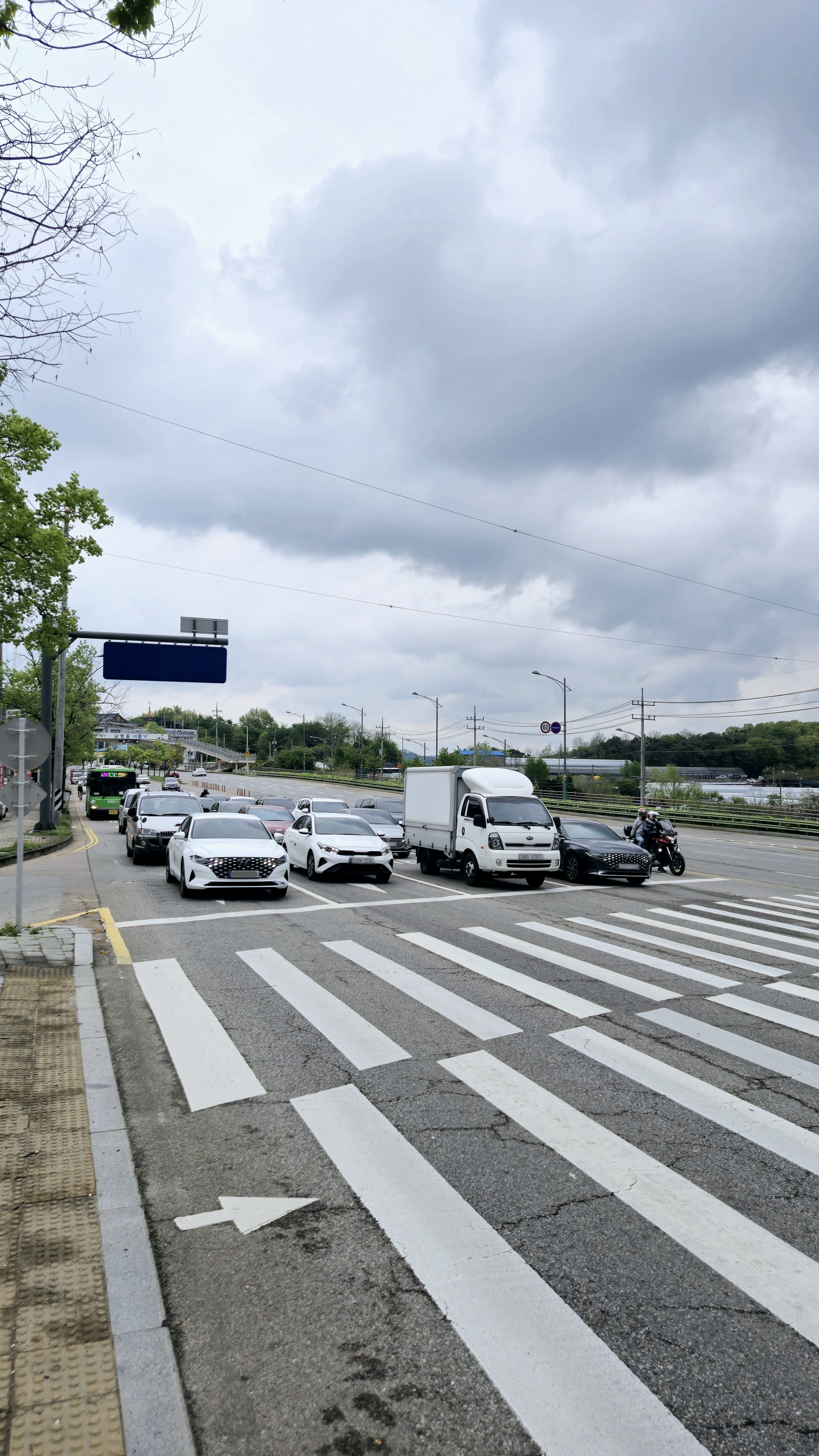
시흥시 신천동 방면
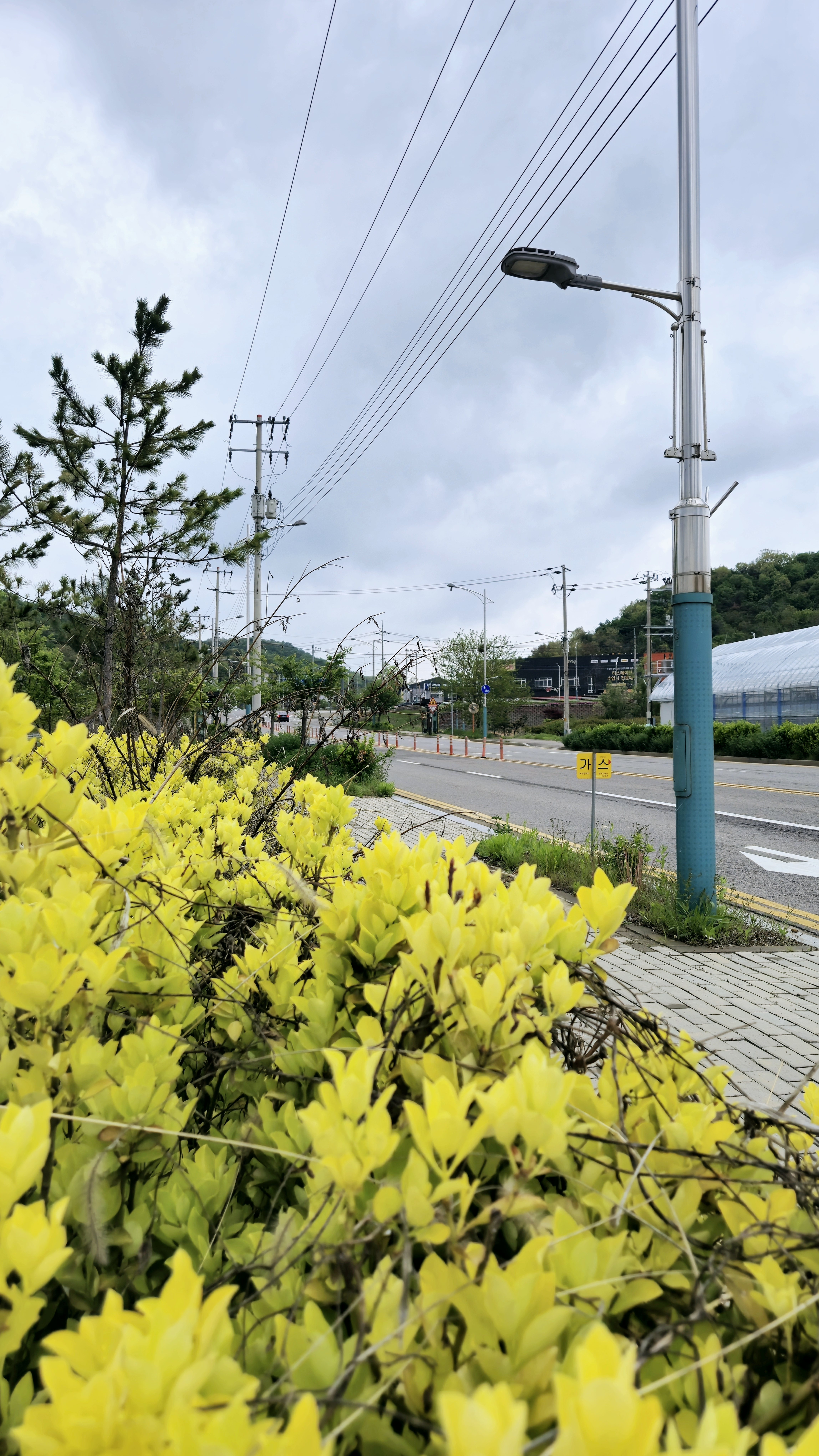
운연천 복원공사 이후 조성된 보행길
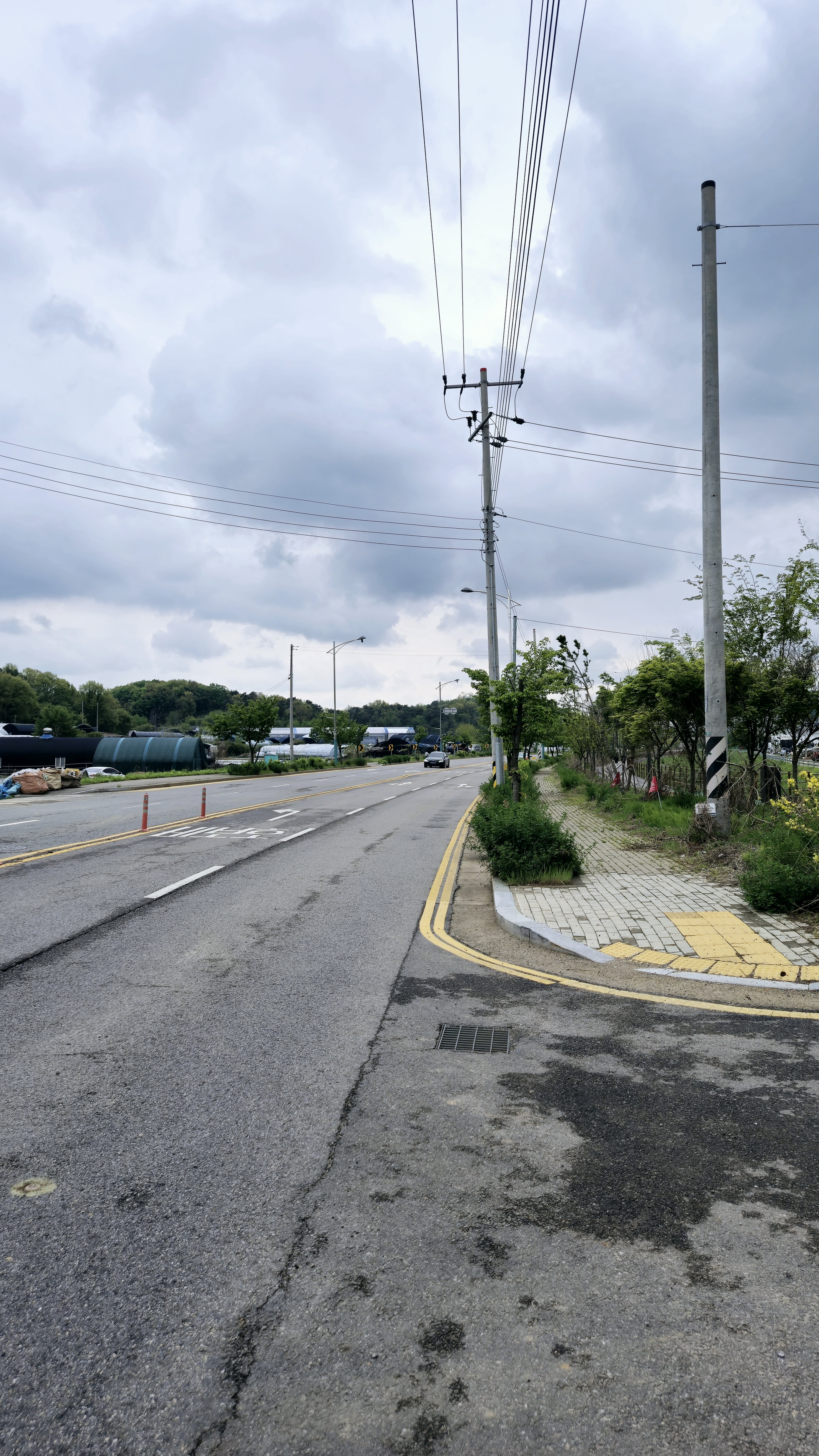
장수서창동 방향

## 주요 건물 및 시설
- 인천서창엘에이치14단지 (운연천로 9/서창동 744)
- 인천서창꿈에그린 (운연천로 11/서창동 745)

## 철도 연계역
- ● 인천 도시철도 2호선 : 운연역